# Ådalens Pastorat
Ådalens Pastorat er et pastorat i Syddjurs Provsti, Århus Stift med de seks sogne:
- Mygind Sogn
- Krogsbæk Sogn
- Skørring Sogn
- Søby Sogn
- Skader Sogn
- Halling Sogn

I pastoratet er der seks kirker
- Mygind Kirke
- Karlby Kirke
- Skørring Kirke
- Søby Kirke
- Skader Kirke
- Halling Kirke